# Tareste (Pühalepa)
Tareste − wieś w Estonii, w prowincji Hiuma, w gminie Pühalepa.